# NGC 6015
NGC 6015 ist eine Spiralgalaxie vom Hubble-Typ Sc im Sternbild Drache und etwa 45 Millionen Lichtjahre von der Milchstraße entfernt.
Sie wurde am 2. Juni 1788 von Wilhelm Herschel mit einem 18,7-Zoll-Spiegelteleskop entdeckt, der sie dabei mit „vF, R, vgbM, easily resolvable, 3′ diameter“ beschrieb.
NGC 6015 ist die ganze Nacht sichtbar, weil es zirkumpolar ist. In der Abenddämmerung ist es am höchsten am Himmel und wird gegen 23:17 Uhr (BST), 71° über ihrem nordwestlichen Horizont, zugänglich. Gegen 02:51 Uhr, lässt die Sichtbarkeit nach.